# Покатка
Покатка (біл. Покатка) — струмок у Чечерському районі Гомельської області Білорусі, права приптока річки Покоть (притока річки Сож, басейн Дніпра).
Довжина струмка 11 км. Площа водозбору 76 км². Середній нахил водної поверхні 1,2 м/км. Впадає в Покоть біля села Сидоровичі. Водозбір рівнинний.
На березі річки, в напрямку на захід від села Сидровичі, знаходиться археологічна пам'ятка — городище.